# 利伯蒂鎮區 (密蘇里州普瓦斯基縣)
利伯蒂鎮區（英語：Liberty Township）是位於美國密蘇里州普瓦斯基縣的一個行政鎮區。

## 地方資料
利伯蒂鎮區的面積為273.78平方千米，當中陸地面積為271.09平方千米，而水域面積為2.69平方千米。根據2020年美國人口普查的數據，當地共有人口4756人，而人口密度為每平方千米17.37人。